# Cecilio Waterman
Cecilio Waterman Ruiz (Bocas del Toro, Panamá, 13 de abril de 1991) es un futbolista panameño. Juega como delantero y su equipo actual es Coquimbo Unido de la Primera División de Chile. Es internacional absoluto con la selección de fútbol de Panamá desde 2010.

## Selección nacional
Hizo su debut con la selección de Panamá en un partido amistoso contra Honduras en diciembre de 2010 y hasta el 15 de agosto de 2015, jugó un total de 7 partidos sin marcar ningún gol.
Cecilio Waterman formó parte de la convocatoria que participó en el mundial de Rusia 2018 así como también de la selección sub-20 de Panamá para el Campeonato Sub-20 de la CONCACAF 2011 donde anotó cuatro goles para ayudar a su país a clasificarse para la Copa Mundial Juvenil en Colombia.
En 2013, fue convocado por Julio Dely Valdés para jugar la Copa de Oro CONCACAF 2013.

### Participaciones internacionales
| Torneo                                  | Sede           | Resultado      | Partidos | Goles |
| --------------------------------------- | -------------- | -------------- | -------- | ----- |
| Campeonato Sub-20 de la CONCACAF 2011   | Guatemala      | 4.º puesto     | 7        | 4     |
| Copa Mundial Sub-20 de 2011             | Colombia       | Fase de grupos | 3        | 0     |
| Preolímpico 2012                        | Panamá         | Fase de grupos | 4        | 1     |
| Copa de Oro CONCACAF 2013.              | Estados Unidos | Subcampeón     | 5        | 0     |
| Juegos Panamericanos de 2015            | Canadá         | 4.º puesto     | 5        | 0     |
| Liga de Naciones de la Concacaf 2019-20 | Concacaf       | Fase de grupos | 1        | 0     |
| Liga de Naciones de la Concacaf 2022-23 | Concacaf       | 4.º puesto     | 4        | 1     |
| Copa Oro 2023                           | Estados Unidos | Subcampeón     | 5        | 1     |
| Liga de Naciones de la Concacaf 2023-24 | Concacaf       | Cuarto lugar   | 5        | 2     |
| Liga de Naciones 2024-25                | Concacaf       | Subcampeón     | 2        | 1     |

### Goles internacionales
| Goles internacionales | Goles internacionales   | Goles internacionales                                    | Goles internacionales | Goles internacionales | Goles internacionales | Goles internacionales     |
| Gol                   | Fecha                   | Lugar                                                    | Oponente              | Anotación             | Resultado             | Competición               |
| --------------------- | ----------------------- | -------------------------------------------------------- | --------------------- | --------------------- | --------------------- | ------------------------- |
| 1                     | 5 de junio de 2021      | Estadio Rod Carew, Panamá, Panamá                        | Anguila               | 2-0                   | 13-0                  | Eliminatoria Mundial 2022 |
| 2                     | 5 de junio de 2021      | Estadio Rod Carew, Panamá, Panamá                        | Anguila               | 6-0                   | 13-0                  | Eliminatoria Mundial 2022 |
| 3                     | 8 de junio de 2021      | Estadio Rod Carew, Panamá, Panamá                        | República Dominicana  | 3-0                   | 3-0                   | Eliminatoria Mundial 2022 |
| 4                     | 12 de junio de 2021     | Estadio Rod Carew, Panamá, Panamá                        | Curazao               | 2-0                   | 2-1                   | Eliminatoria Mundial 2022 |
| 5                     | 5 de septiembre de 2021 | Independence Park, Kingston, Jamaica                     | Jamaica               | 0-3                   | 0-3                   | Eliminatoria Mundial 2022 |
| 6                     | 12 de noviembre de 2021 | Estadio Olímpico Metropolitano, San Pedro Sula, Honduras | Honduras              | 2-1                   | 2-3                   | Eliminatoria Mundial 2022 |
| 7                     | 16 de noviembre de 2021 | Estadio Rommel Fernández, Ciudad de Panamá, Panamá       | El Salvador           | 1-1                   | 2-1                   | Eliminatoria Mundial 2022 |
| 8                     | 2 de junio de 2022      | Estadio Rommel Fernández, Ciudad de Panamá, Panamá       | Costa Rica            | 2-0                   | 2-0                   | Liga de Naciones 2022-23  |
| 9                     | 7 de septiembre de 2023 | Universidad Latina, Penonomé, Panamá                     | Martinica             | 3-0                   | 3-0                   | Liga de Naciones 2023-24  |
| 10                    | 16 de noviembre de 2023 | Ricardo Saprissa, Tibás, Costa Rica                      | Costa Rica            | 0-3                   | 0-3                   | Liga de Naciones 2023-24  |

## Estadísticas

### Clubes
Actualizado al último partido disputado el 31 de mayo de 2025.
| Club                                                                                               | Div.          | Temporada     | Liga  | Liga  | Copas nacionales(1) | Copas nacionales(1) | Copas internacionales(2) | Copas internacionales(2) | Total | Total | Media goleadora |
| Club                                                                                               | Div.          | Temporada     | Part. | Goles | Part.               | Goles               | Part.                    | Goles                    | Part. | Goles | Media goleadora |
| -------------------------------------------------------------------------------------------------- | ------------- | ------------- | ----- | ----- | ------------------- | ------------------- | ------------------------ | ------------------------ | ----- | ----- | --------------- |
| Sporting San Miguelito · Panamá                                                                    | 1.ª           | 2010-11       | 4     | 1     | —                   | —                   | —                        | —                        | 4     | 1     | 0.25            |
| Sporting San Miguelito · Panamá                                                                    | Total club    | Total club    | 4     | 1     | 0                   | 0                   | 0                        | 0                        | 4     | 1     | 0.25            |
| Fénix · Uruguay                                                                                    | 1.ª           | 2012          | 15    | 2     | —                   | —                   | —                        | —                        | 15    | 2     | 0.13            |
| Fénix · Uruguay                                                                                    | 1.ª           | 2013          | 21    | 5     | —                   | —                   | —                        | —                        | 21    | 5     | 0.24            |
| Fénix · Uruguay                                                                                    | 1.ª           | 2014          | 25    | 4     | —                   | —                   | —                        | —                        | 25    | 4     | 0.16            |
| Fénix · Uruguay                                                                                    | 1.ª           | 2015          | 22    | 2     | —                   | —                   | —                        | —                        | 22    | 2     | 0.09            |
| Fénix · Uruguay                                                                                    | 1.ª           | 2016          | 24    | 1     | —                   | —                   | 2                        | 0                        | 26    | 1     | 0.04            |
| Fénix · Uruguay                                                                                    | 1.ª           | 2017          | 20    | 4     | —                   | —                   | —                        | —                        | 20    | 4     | 0.2             |
| Fénix · Uruguay                                                                                    | Total club    | Total club    | 127   | 18    | 0                   | 0                   | 2                        | 0                        | 129   | 18    | 0.14            |
| Venados · México                                                                                   | 2.ª           | 2016-17       | 9     | 0     | 1                   | 0                   | —                        | —                        | 10    | 0     | 0               |
| Venados · México                                                                                   | Total club    | Total club    | 9     | 0     | 1                   | 0                   | 0                        | 0                        | 10    | 0     | 0               |
| Defensor Sporting · Uruguay                                                                        | 1.ª           | 2018          | 17    | 0     | —                   | —                   | 3                        | 0                        | 20    | 0     | 0               |
| Defensor Sporting · Uruguay                                                                        | Total club    | Total club    | 17    | 0     | 0                   | 0                   | 3                        | 0                        | 20    | 0     | 0               |
| Plaza Colonia · Uruguay                                                                            | 1.ª           | 2019          | 32    | 16    | —                   | —                   | —                        | —                        | 32    | 16    | 0.5             |
| Plaza Colonia · Uruguay                                                                            | Total club    | Total club    | 32    | 16    | 0                   | 0                   | 0                        | 0                        | 32    | 16    | 0.5             |
| Universidad de Concepción · Chile                                                                  | 1.ª           | 2020          | 32    | 16    | —                   | —                   | —                        | —                        | 32    | 16    | 0.5             |
| Universidad de Concepción · Chile                                                                  | Total club    | Total club    | 32    | 16    | 0                   | 0                   | 0                        | 0                        | 32    | 16    | 0.5             |
| Everton · Chile                                                                                    | 1.ª           | 2021          | 23    | 6     | 1                   | 1                   | —                        | —                        | 24    | 7     | 0.29            |
| Everton · Chile                                                                                    | Total club    | Total club    | 23    | 6     | 1                   | 1                   | 0                        | 0                        | 24    | 7     | 0.29            |
| Cobresal · Chile                                                                                   | 1.ª           | 2022          | 23    | 11    | 1                   | 1                   | —                        | —                        | 24    | 12    | 0.5             |
| Cobresal · Chile                                                                                   | 1.ª           | 2023          | 25    | 9     | 2                   | 2                   | 1                        | 0                        | 28    | 11    | 0.39            |
| Cobresal · Chile                                                                                   | Total club    | Total club    | 48    | 20    | 3                   | 3                   | 1                        | 0                        | 52    | 23    | 0.44            |
| Alianza Lima · Perú                                                                                | 1.ª           | 2024          | 15    | 5     | —                   | —                   | 4                        | 0                        | 19    | 5     | 0.26            |
| Alianza Lima · Perú                                                                                | Total club    | Total club    | 15    | 5     | 0                   | 0                   | 4                        | 0                        | 19    | 5     | 0.26            |
| Coquimbo Unido · Chile                                                                             | 1.ª           | 2025          | 17    | 7     | 5                   | 3                   | —                        | —                        | 23    | 9     | 0.24            |
| Coquimbo Unido · Chile                                                                             | Total club    | Total club    | 17    | 7     | 5                   | 3                   | 0                        | 0                        | 23    | 9     | 0.36            |
| Total carrera                                                                                      | Total carrera | Total carrera | 321   | 86    | 9                   | 5                   | 10                       | 0                        | 345   | 95    | 0.27            |
| (1) Incluye datos de la Copa Chile. (2) Incluye datos de la Copa Libertadores y Copa Sudamericana. |               |               |       |       |                     |                     |                          |                          |       |       |                 |